# Teinobasis serena
Teinobasis serena – gatunek ważki z rodziny łątkowatych (Coenagrionidae).